# سنجاب بزرگ جنگلی
سنجاب غول‌پیکر جنگلی (نام علمی: Protoxerus stangeri) نام یک گونه از سرده سنجاب غول‌پیکر آفریقایی است.